# Mikwe (Venlo)

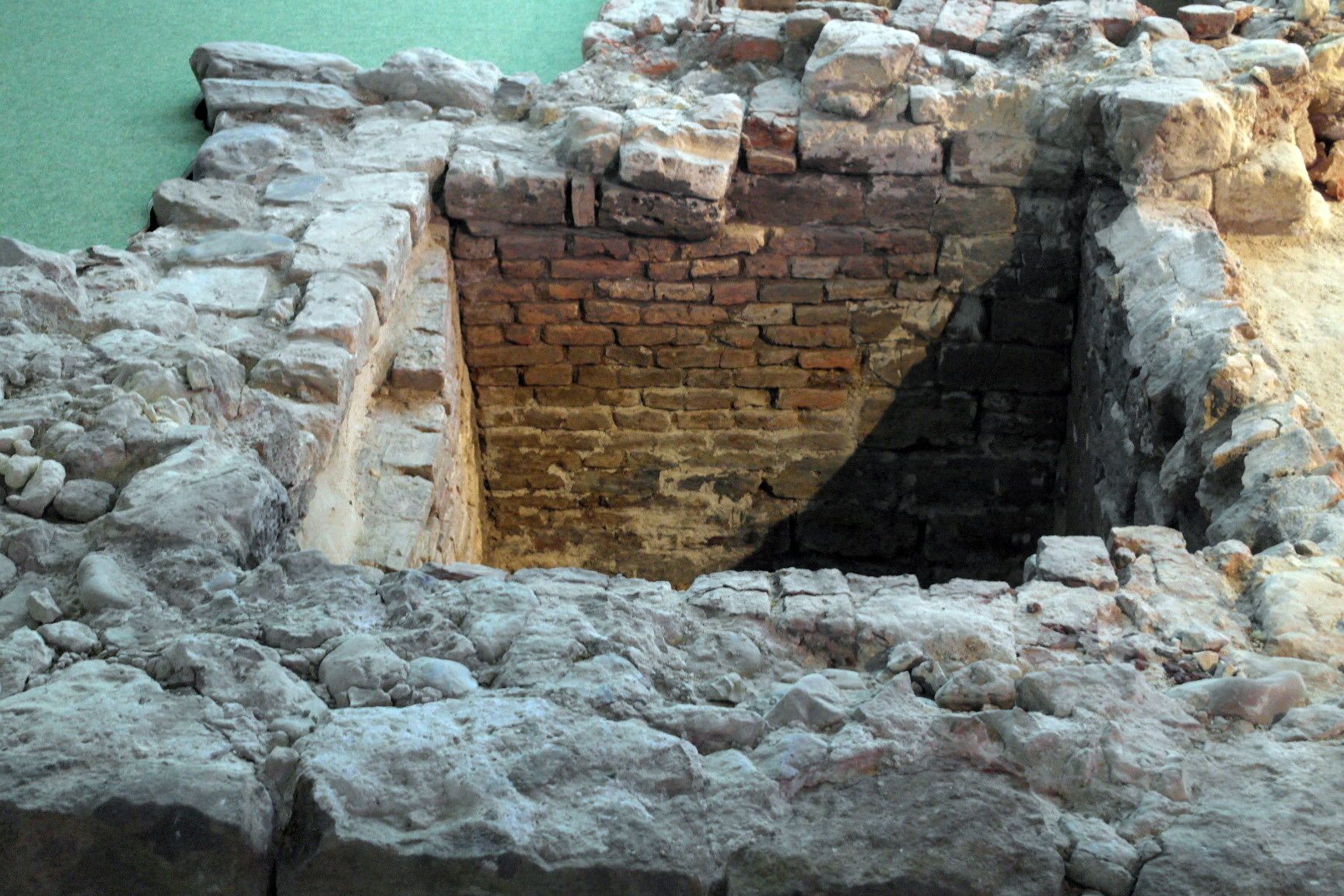
Sogenannte Mikwe in Venlo

Die sogenannte Mikwe bzw. das Judenbad in Venlo, einer niederländischen Stadt der Provinz Limburg, wurde wahrscheinlich im 13. Jahrhundert errichtet und 2004 ergraben. Die Interpretation des Grabungsbefundes als Mikwe ist umstritten.

## Geschichte
Bei einer Grabung im Stadtkern wurde 2004 ein mittelalterlicher Keller ausgegraben. Während der Grabung kam die These auf, dass es sich bei dem Befund, der ins 13. Jahrhundert datiert wird, um ein jüdisches Ritualbad handle. So wäre dies die älteste Mikwe der Benelux-Region.
Die Befunde blieben in der Baugrube unangetastet und wurden 2008 im Ganzen geborgen und in einen neu errichteten Erweiterungsbau des Limburg-Museums überführt.
Anfang Dezember 2013 wurde der Bericht eines unabhängigen Experten vorgelegt, der die Informationen von Seiten der Stadtarchäologie als „unwissenschaftlich, betrügerisch und irreführend“ bezeichnet. Es ist damit nicht sicher, dass es sich um eine Mikwe handelt.